# Afrikascherenschnabel
Der Afrikascherenschnabel (Rynchops flavirostris), auch Afrikanischer Scherenschnabel oder Braunmantel-Scherenschnabel genannt, ist ein afrikanischer Vogel aus der Ordnung der Regenpfeiferartigen (Charadriiformes).

## Merkmale
Der 40 cm lange Afrikascherenschnabel ist ein möwenähnlicher Vogel mit großem Kopf, langen Flügeln, kurzem Schwanz, roten Beinen und langem, rotem Schnabel mit blasser Spitze. Der Unterschnabel ist deutlich länger als der Oberschnabel.
Das Gefieder ist oberseits dunkelbraun oder schwarz. Stirn, Unterseite und die Hinterränder der Flügel sind weiß.
Beim Jungvogel ist das Gefieder blasser, der Schnabel kürzer und schwärzlich, die Beine gelblich.

## Vorkommen
Die Brutverbreitung des Afrikascherenschnabels erstreckt sich über große Teile Subsahara-Afrikas, wo er an Küsten, Seen und Flüssen lebt. Die südliche Verbreitungsgrenze verläuft etwa am Oranje.

## Verhalten

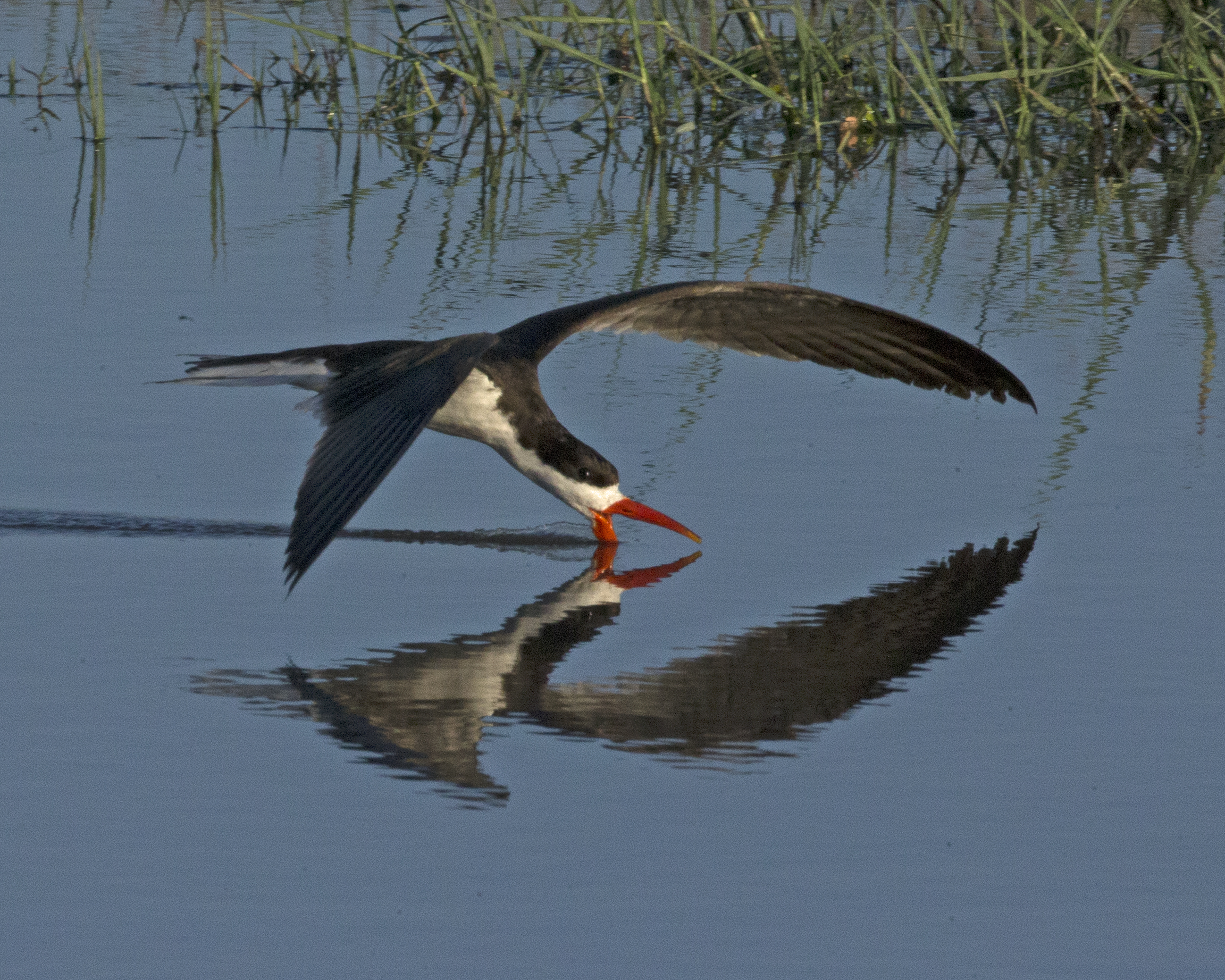
Afrikascherenschnabel bei der Jagd

Der Afrikascherenschnabel verbringt den Großteils des Tages mit Schlafen, Putzen und Baden und geht im Wesentlichen nur zwischen Sonnenunter- und Sonnenaufgang auf Futtersuche, um Begegnungen mit Möwen, die ihm die Beute abjagen können, zu vermeiden. Dabei durchpflügt der Vogel, dicht über dem Wasser fliegend, mit dem Unterschnabel die Wasseroberfläche. Kommt es zu einer Berührung mit einem Fisch, schnappt er mit dem Oberschnabel zu.

## Fortpflanzung
Der Afrikascherenschnabel brüten in Kolonien mit bis zu 20 Brutpaaren. Das Gelege von zwei bis vier Eiern wird etwa drei Wochen lang bebrütet. Bei sengender Hitze kühlen die Elternvögel die Eier, indem sie sich mit befeuchtetem Bauchgefieder auf dem Gelege niederlassen.
Die Jungvögel, die das Nest bereits nach ein bis zwei Tage verlassen, werden von den Eltern noch einige Wochen lang versorgt.

Bruträuber, wie Raubmöwen, werden verjagt, indem sie aggressiv im Sturzflug mit Schnabelhieben attackiert werden. Eine andere Verteidigungsstrategie besteht darin, Feinde durch Vortäuschen einer Verletzung von der Brut wegzulocken. (Siehe auch: Verleiten.)

## Gefährdungssituation
Der Afrikascherenschnabel wird von der Weltnaturschutzunion IUCN in der Roten Liste gefährdeter Arten wegen des nur wenig reduzierten Bestands als potenziell gefährdet (Near Threatened) geführt. Bei einer weitergehenden Abnahme müsste eine höhere Gefährdungskategorie gewählt werden. Als ausgestorben gilt er in Südafrika.